# Tour de l'Avenir 1961
Ce premier Tour de l'Avenir part de Saint-Étienne le 2 juillet 1961.
Il est composé de 128 participants répartis, par nationalités, en 16 équipes de 8 coureurs.

## Les équipes
| ALLEMAGNE | BELGIQUE | CANADA |
| - 1. H. Bath - 2. S. Koch - 3. A. Korte - 4. K. Kundearlo - 5. W. Limbach - 6. K. Raab - 7. B. Richter - 8. W. Schulze - Directeur technique : Jupp Arents                                     | - 11. L. Christiaens - 12. A. Delaye - 13. V. Desmeth - 14. A. Durnez - 15. S. Enckaerts - 16. T. Nijs - 17. A. Steyaert - 18. A. Van d'Huynslager - Directeur technique : Lucien Acou            | - 21. A. Battelo - 22. E. Bolzon - 23. J. Garon - 24. A. Miele - 25. R. Nolet - 26. A. Pavan - 27. B. Quatela - 28. R. Williot - Directeur technique : Georges Lachance                       |
| ESPAGNE | GRANDE-BRETAGNE | HOLLANDE |
| - 31. M. Colmenarejo - 32. E. Cruz - 33. F. Gabica-Soceas - 34. A. Gomez Del Moral - 35. R. Hernandez - 36. J.-M. Menendez - 37. C. Lopez - 38. E. Velez - Directeur technique : Juan Crespo   | - 41. W. Bradley - 42. W. Dalton - 43. M. Davies - 44. J. Hinds - 45. W. Holmes - 46. H. Mac Guire - 47. G. Neale - 48. A. Ramsbottom - Directeur technique : Robert Thom                         | - 51. D. Groeneweg - 52. J. Hugens - 53. J. Janssen - 54. F. Knoops - 55. M. Snyder - 56. L. Van De Ven - 57. E. Verstraete - 58. H. Zilverberg - Directeur technique : Joseph Jansson        |
| ITALIE | LUXEMBOURG | MAROC |
| - 61. G. Ceppi - 62. E. Cerbini - 63. G. De Rosso - 64. B. Fantinato - 65. C. Santini - 66. C. Storai - 67. G. Vandemmiati - 68. G. Zancanaro - Directeur technique : Elie Rimedio             | - 71. A. Grassini - 72. R. Hentgens - 73. R. Houdremont - 74. E. Jacob - 75. R. Jacob - 76. E. Komes - 77. J.-P. Mahnen - 78. G. Schadeck - Directeur technique : Arni Franck                     | - 81. A. Abdallah - 82. O. Ahmed - 83. L. Bouchais - 84. A. El Farouki - 85. M. El Gourch - 86. L. Emhani - 87. L. Chandora - 88. A. Lahoucine - Directeur technique : Bahioui Mohammed AHMED |
| POLOGNE | PORTUGAL | SCANDINAVIE |
| - 91. Z. Burak - 92. J. Gawliczek - 93. S. Gazda - 94. F. Kosela - 95. J. Kudra - 96. J. Paradowski - 97. H. Swiatek - 98. R. Zapala - Directeur technique : M.Zomerfeld                       | - 101. J.-P. Alves - 102. J. de S. Cardoso - 103. M. Castro - 104. J.-M. Marques - 105. V. Nunes - 106. J. de S. Pacheco - 107. S. Pascoa - 108. A. Pisco - Directeur technique : Ivo Noes        | - 111. V. Bangsborg - 112. K. Trusell - 113. I. Varbaek - 114. M. Hautalahti - 115. P. Digerud - 116. T. Lulla - 117. P. Munther - 118. G. Petterson - Directeur technique : Otto Olsen       |
| SUISSE | URUGUAY | YOUGOSLAVIE |
| - 121. G. Albisetti - 122. A. Echenard - 123. E. Fuchs - 124. E. Jaisli - 125. E. Lutz - 126. R. Maurer - 127. H. Schmidiger - 128. R. Zoeffel - Directeur technique : Hans Martin             | - 131. D. Barrios - 132. V. Cecie - 133. R. Etchebarne - 134. D. Goncalvez - 135. E. Puertoland - 136. J.-J. Timon - 137. R. Vasquez - 138. R. Villanueva - Directeur technique : Ildefonso Soler | - 141. S. Bajc - 142. A. Boltezar - 143. I. Levacic - 144. T. Milenkovic - 145. V. Petrovic - 146. J. Sebenik - 147. N. Valcic - 148. J. Zirovnik - Directeur technique : Jovanovic Miodrag   |
| FRANCE | | |
| - 151. B. Beaufrère - 152. A. Cauvet - 153. J. Courtet - 154. M. Flochlay - 155. J.-P. Genet - 156. J.-C. Lebaube - 157. P. Lemetayer - 158. A. Piszczek - Directeur technique : Robert Oubron | | |